# A-1 Skyraider
A-1 Skyraider («Скайре́йдер», в попередній системі позначень AD Skyraider) — американський палубний штурмовик, розроблений у 1940-х роках компанією Douglas Aircraft. Був найбільшим та найпотужнішим одномісним бойовим літаком та останнім бойовим літаком США з хвостовим компонуванням шасі. 
Штурмовик виготовлявся в різних конфігураціях з різною кількістю членів екіпажу (від 1 до 4) та різними призначеннями: штурмовик, нічний бомбардувальник, літак РЕП, літак ДРЛС тощо. 
Перебував на озброєнні ряду країн, включно з США, Великою Британією, Францією та Південним В'єтнамом і рядом інших країн. Брав участь у війні в Кореї та у війні у В'єтнамі. Попри застарілість на час в'єтнамської кампанії, значне бомбове навантаження та велика тривалість польоту, недоступні тогочасним реактивним літакам, все ще дозволяли йому бути актуальним. 

## Історія

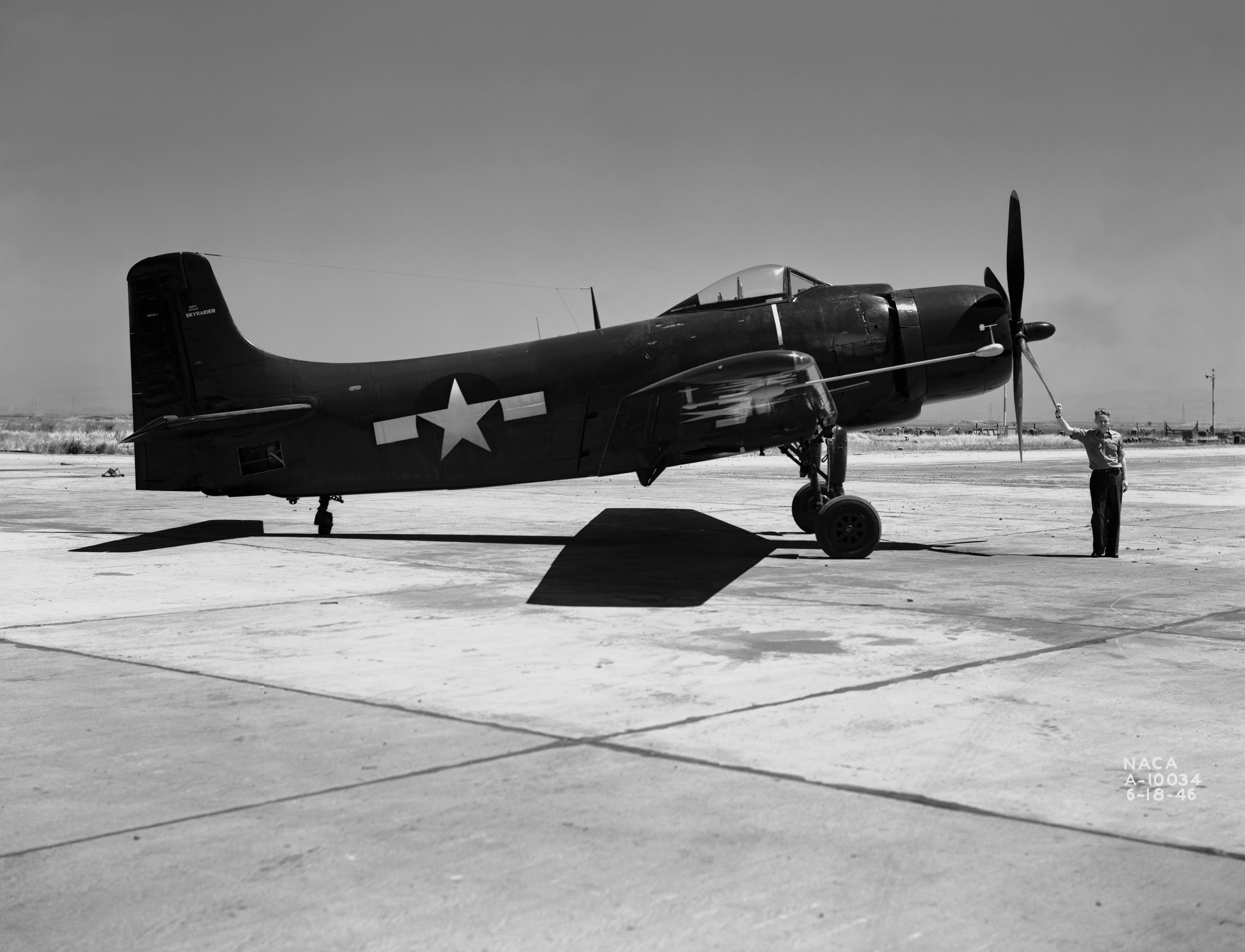
Прототип XBT2D-1

Літак створювався під час Другої світової війни як наступник пікірувальників Douglas SBD Dauntless (початково AD мав робочий нікнейм Dauntless II на його честь), Curtiss SB2C Helldiver та Grumman TBF Avenger. Його було розроблено Едом Гайнеманном, інженером компанії Douglas Aircraft. Перші прототипи під позначенням XBT2D-1 були замовлені в липні 1944 року, а вже в березні 1945 року літак уперше піднявся в повітря. 1946 року літак було перепозначено як AD-1 та передано першу партію до війська.
Після досліджень, що виявили поліпшення характеристик при зменшенні ваги, Гайнеманн із командою спростили конструкцію літака: вони прибрали внутрішній бомбовий відсік, змінили конструкцію хвоста та пікірувального гальма, завдяки чому оптимізували 820 кілограмів ваги.
Надалі літак неодноразово модифікувався. Версії AD-1, AD-2 та AD-3 відрізнялись деякими другорядними покращеннями, а AD-4 вже отримав більш потужний двигун R-3350-26WA. Також виготовлялись двомісний AD-1Q та тримісний AD-3N Версія AD-5 стала двомісною, для чого корпус було зроблено суттєво ширшим, а нічний варіант AD-5N мав уже чотири місця для екіпажу. AD-6 мав покращені можливості для бомбардування з малих висот.
Під час В'єтнамської війни літаки додатково оснащували кріслами-катапультами Stanley Yankee.
Також, дооснащені радарним обладнанням, вони замінили Grumman TBM-3W Avenger як палубні літаки ДРЛС, допоки не були замінені Grumman E-1 Tracer та Fairey Gannet в ВМС США та ВМС Великої Британії відповідно.
Останній з 3180 літаків було виготовлено в лютому 1957 року.

## Застосування

### Корейська війна
«Скайрейдери» стали основою штурмової авіації Військово-морських сил та Корпусу морської піхоти США під час Корейської війни (1950—1953). Перший їх зліт відбувся з авіаносця USS Valley Forge 3 липня 1950. Навантаження та тривалість польоту (до 10 годин), що забезпечувались великими крилами та низькою швидкістю перевершували наявні на той час реактивні літаки. 2 травня 1951 ці літаки здійснили єдину за всю війну повітряну торпедну атаку, знищивши дамбу ГЕС Хвачхон.
16 липня 1953 AD-4 збив біплан По-2, що стало єдиною підтвердженою повітряною перемогою літака за час війни.
AD КМП зазнавали значних втрат під час бомбардування з низької висоти, що призвело до посилення бронювання: нижню частину та борти вкрили додатковим шаром алюмінієвої броні товщиною від 6,4 до 12,7 мм. Це призвело до зростання маси літака на 280 кілограмів та не вплинуло суттєво на його льотні якості.

### В'єтнамська війна
В епоху реактивної авіації літак вважався анахронізмом, оскільки був повільним поршневим літаком з хвостовим компонуванням шасі. Втім, велике бомбове навантаження та значна тривалість польоту дозволяли йому переважати над тогочасними реактивними літаками для близької повітряної підтримки, зокрема, перехоплення військових конвоїв.
Попри плани замінити A-1 на Grumman A-6 Intruder, перший залишався у використанні під час війни. Перші удари по Північному В'єтнаму було завдано саме ними 5 серпня 1964 року в рамках операції Pierce Arrow, що слідувала за Тонкінським інцидентом. Літаки піднялись із авіаносців Constellation та Ticonderoga. Під час ударів по паливним складам Віня один літак було пошкоджено та один збито.
Всього було втрачено 266 літаків (201 у ВПС та 65 у ВМС), з яких п'ять від вогню ЗРК та три в повітряному бою.

### Південний В'єтнам

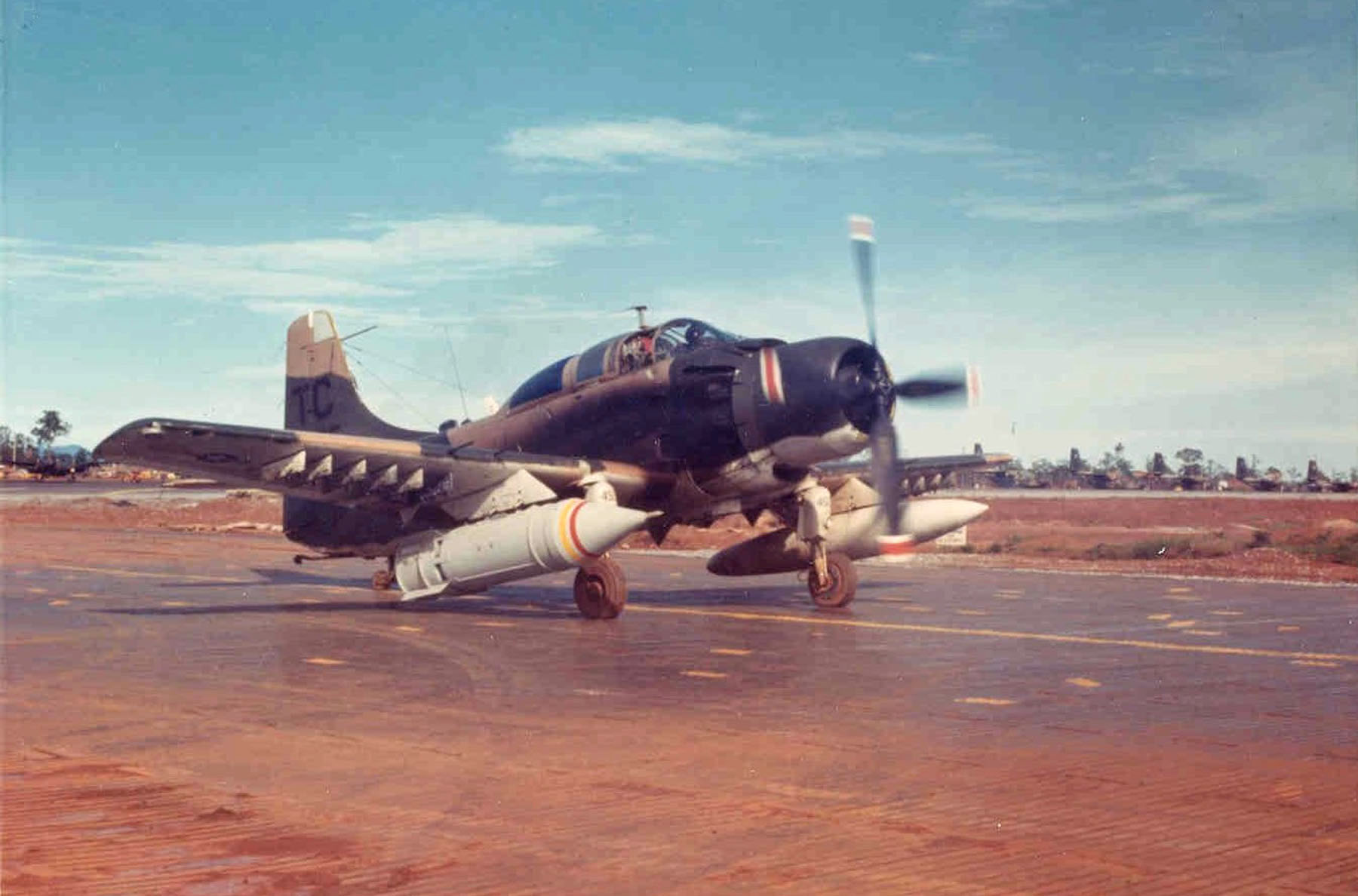
A-1E з термобаричною бомбою BLU-72/B, 1968 рік

Під час війни Флот США поступово передавав свої застарілі літаки A-1 повітряним силам Республіки В'єтнам, які замінювали в'єтнамські Grumman F8F Bearcat. Перші постачання відбулись у 1960 році,  1962 Південний В'єтнам мав 22 таких літаки, а всього за війну було передано 308 літаків. Під час «в'єтнамізації», коли США почали надавати більш сучасне озброєння, включно з A-37 Dragonfly та F-5 Freedom Fighter, використання A-1 почало скорочуватись.

### Велика Британія
Королівські ВМС придбали 50 літаків ДРЛС AD-4W у 1951 році. Вони застосовувались у 1956 під час Суецької кризи. 1960 року їх було замінено на Fairey Gannet AEW.3 з тими самими радарами AN/APS-20, а в кінці 1960-х останніми радарами зі «Скайрейдерів» було оснащено Avro Shackleton AEW.2, які дослужили до 1991 року.

### Швеція
14 британських «Скайрейдерів» було куплено впродовж 1962—1976 років. Обладнання було знято, літаки використовувались як тягачі дронів-мішеней.

### Франція
Франція придбала 20 A-4, 88 AD-4N та 5 AD-4NA у 1956 році для заміни Republic P-47 Thunderbolt в Алжирі. За час короткої служби під час Алжирської війни вони зарекомендували себе ефективними як протипартизанські літаки. У Франції вони залишались на службі до 1970-х років. Вони активно використовувались під час громадянської війни у Чаді, де формально належали місцевим повітряним силам, а фактично керувались французькими найманцями. Зрештою всі французькі A-1 Skyraider було передано союзним країнам: Габон, Камбоджа, Чад та ЦАР. 

## Варіанти
Нижче наведено перелік основних модифікацій літака. Без дужок вказується найменування за старою системою позначень (до 1962), в дужках — за чинною (після 1962).

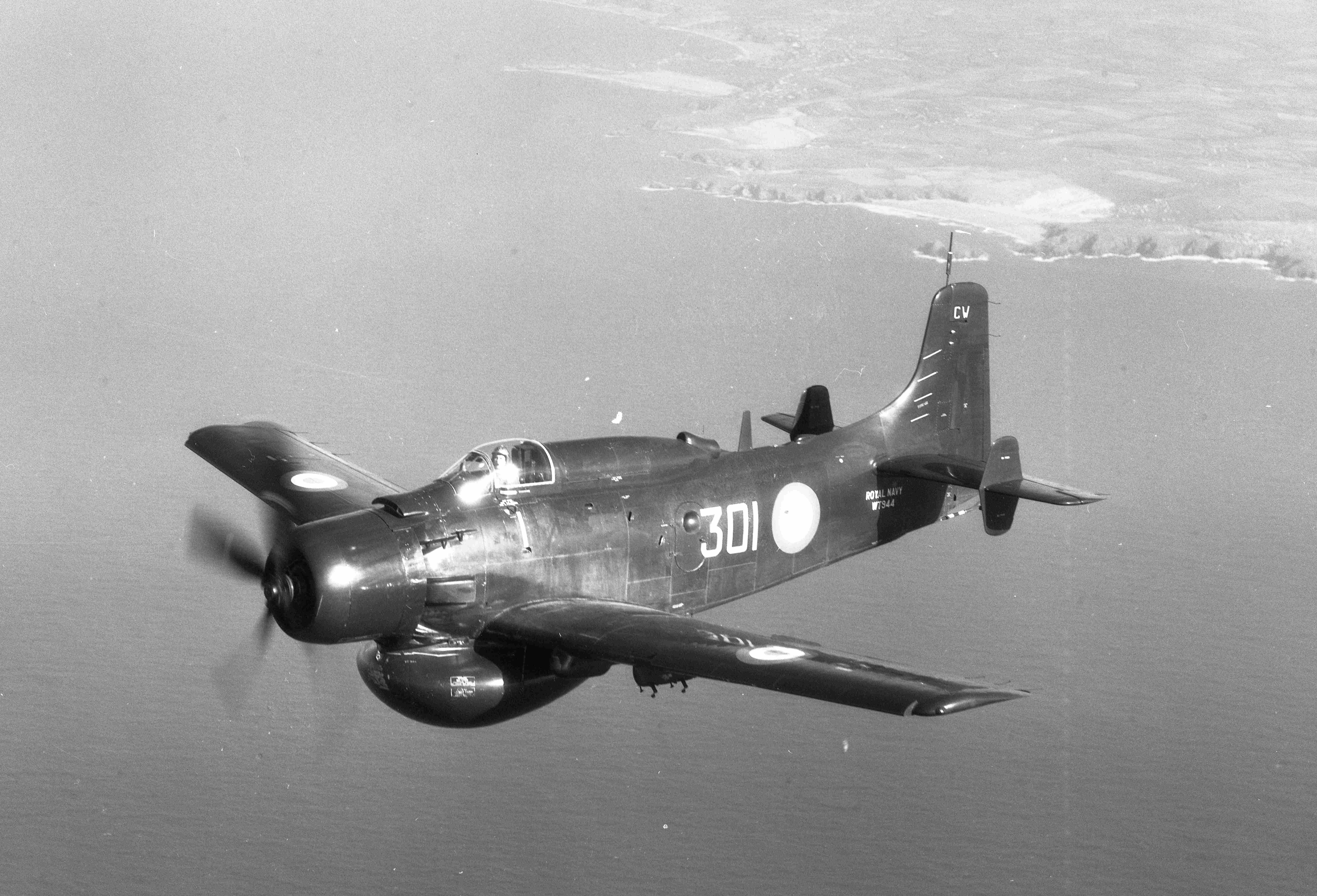
AEW.1 (AD-4W) на службі британського флоту

- AEW.1 (AD-4W) на службі британського флотуAD-1 — перша серійна модель з двигуном Wright R-3350-24W (2500 к.с. або 1864 кВт). Побудовано 242 одиниці[4].
- AD-1Q — двомісний літак РЕП. Побудовано 35.
- AD-2 — модифікація з двигуном Wright R-3350-26W (2700 к.с. або 2000 кВт). Побудовано 156 у 1948 році.
- AD-2D — літак для управління БПЛА. Побудовано 2 у 1949 році[4].
- AD-2Q — двомісний літак РЕП. Побудовано 21.
- AD-2QU — літак-тягач дронів-мішеней. Побудовано один у 1949 році[4].
- AD-3 — посилений фюзеляж, модифіковані шасі та ліхтар. Побудовано 124 упродовж 1948—1949.
- AD-3N — нічний бомбардувальник. Побудовано 15 упродовж 1948—1949.
- AD-3Q — літак РЕП зі зміненим компонуванням та підвищеним комфортом екіпажу[27]. Побудовано 23 упродовж 1948—1949.
- AD-3W — літак ДРЛС. Побудовано 31 упродовж 1948—1949.
- AD-3E — літак для пошуку підводних човнів. 2 одиниці конвертовано з AD-3Q[4].
- AD-3S — протичовновий літак. 2 одиниці конвертовано з AD-3N[4].
- AD-4 — посилено шасі, покращено радар та озброєння. Побудовано 373 упродовж 1949—1951.
- AD-4B — версія AD-4, придатна до застосування ядерної зброї. Побудовано 165, ще 28 конвертовано з AD-4 упродовж 1949—1951.
- AD-4L — пристосований для зимових умов. Конвертовано 63 з AD-4.
- AD-4N — нічний бомбардувальник. Побудовано 307 упродовж 1949—1951.
- AD-4NA (A-1D) — нічний бомбардувальник, спрощений до звичайного. Побудовано 23 та конвертовано 77 з AD-4N.
- AD-4NL —  пристосований для зимових умов AD-4N. Конвертовано 37 з AD-4N.
- AD-4Q — двомісний літак РЕП. Побудовано 39 упродовж 1949—1951.
- AD-4W — літак ДРЛС. Побудовано 168 упродовж 1949—1951.
- AD-5 (A-1E) — змінено корпус для розташування двох пілотів біч-о-біч та застосування знімних модулів для перевезення пасажирів, вантажу, медичної евакуації або додаткового пального. Побудовано 212 упродовж 1951—.
- AD-5N (A-1G) — нічний бомбардувальник. Побудовано 239 упродовж 1951—.
- AD-5W (EA-1E) — літак ДРЛС. Побудовано 218 упродовж 1951—.
- AD-5Q (EA-1F) — літак РЕП зі зміненим компонуванням та підвищеним комфортом екіпажу[27]. Конвертовано 54 з AD-5N.
- AD-5S — прочовновий варіант, побудовано один зразок.
- AD-6 (A-1H) — одномісний варіант з обладнанням для бомбометання з малих висот. Найбільш масовий варіант. Виробництво почалось паралельно з AD-5, всього побудовано 713 одиниць.
- AD-7 (A-1J) — варіант з покращеною конструкцією та посиленим двигуном. Побудовано 72 одиниці.
- A2D-1  — глибоко модернізований варіант з турбогвинтовим двигуном.

## Характеристики
Характеристики вказано для версії A-1H (AD-6)
Загальні характеристики
- Екіпаж: 1 пілот
- Довжина: 11,84 м
- Розмах крила: 15,24 м
- Висота: 4,78 м
- Площа крила: 37,192 м2
- Аеродинамічний профіль: NACA[en] 2417 (основа), NACA 4413 (закінцівка)
- Маса порожнього: 5429 кг
- Маса спорядженого: 8213 кг
- Місткість пального: 1400 л
- Силова установка: 1 × Wright R-3350-26WA Duplex-Cyclone, 18-циліндровий, радіальний, з повітряним охолодженням
- Потужність двигуна: 2700 к.с. (2000 кВт)
- Гвинти: чотирилопатеві

Тактичні характеристики
- Максимальна швидкість: 518 км/год на висоті 5500 м
- Крейсерська швидкість: 310 км/год
- Бойовий радіус: 2118 км
- Практична стеля: 8700 м
- Швидкопідйомність: 14,5 м/с
- Навантаження на крило: 228 кг/м2
- Тягооснащеність: 329 к.с./кг (245 кВт/кг)

Озброєння
- Гармати: 4 x 20-мм AN/M3 з боєзапасом по 200 набоїв на гармату
- Вузли підвіски: 15 зовнішніх вузлів з сумарною вантажністю 3600 кг
  - Підвісне озброєння: авіабомби, торпеди, контейнери з мінами, некеровані ракети та підвісні гармати.

## Галерея

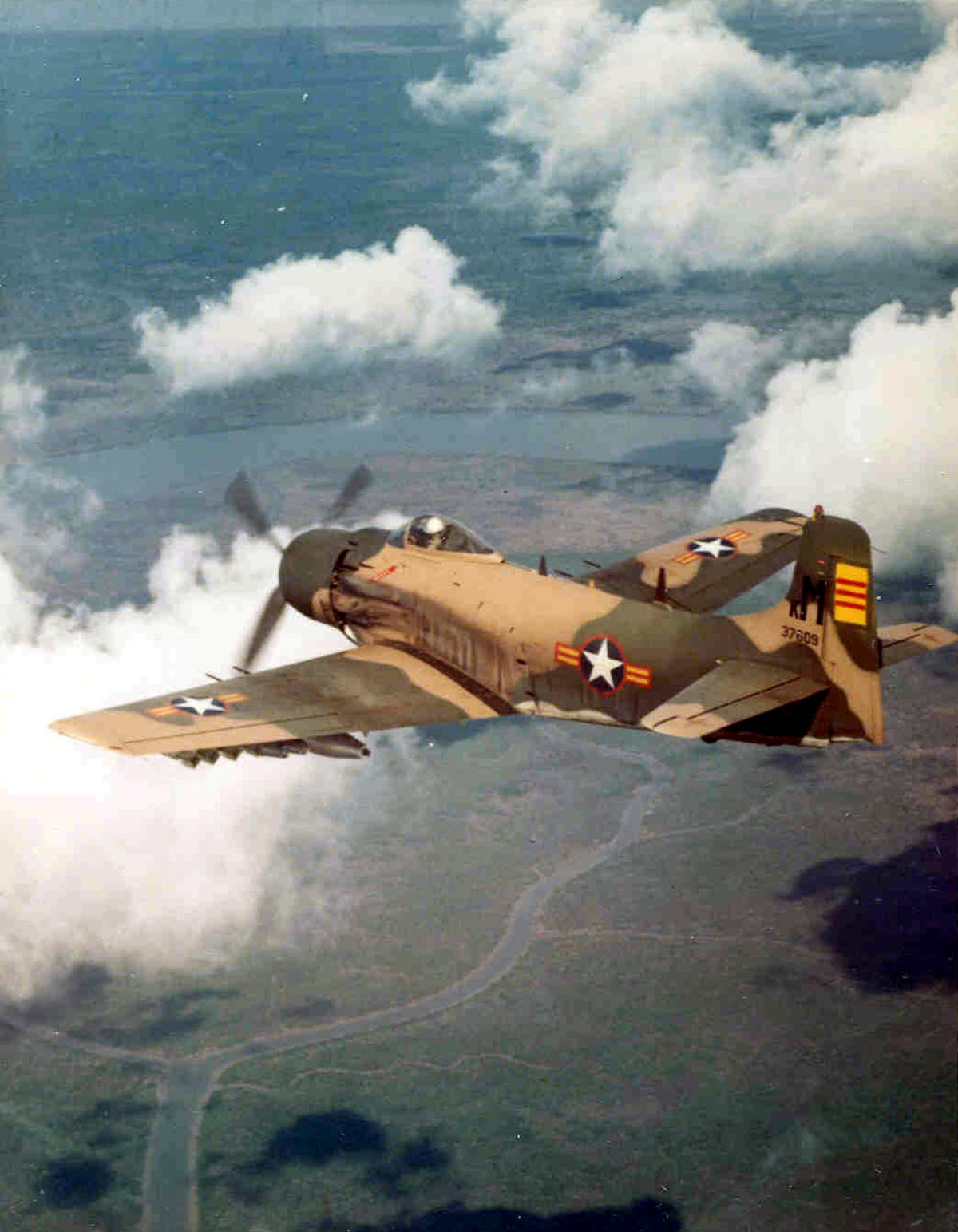
Південнов'єтнамський A-1H
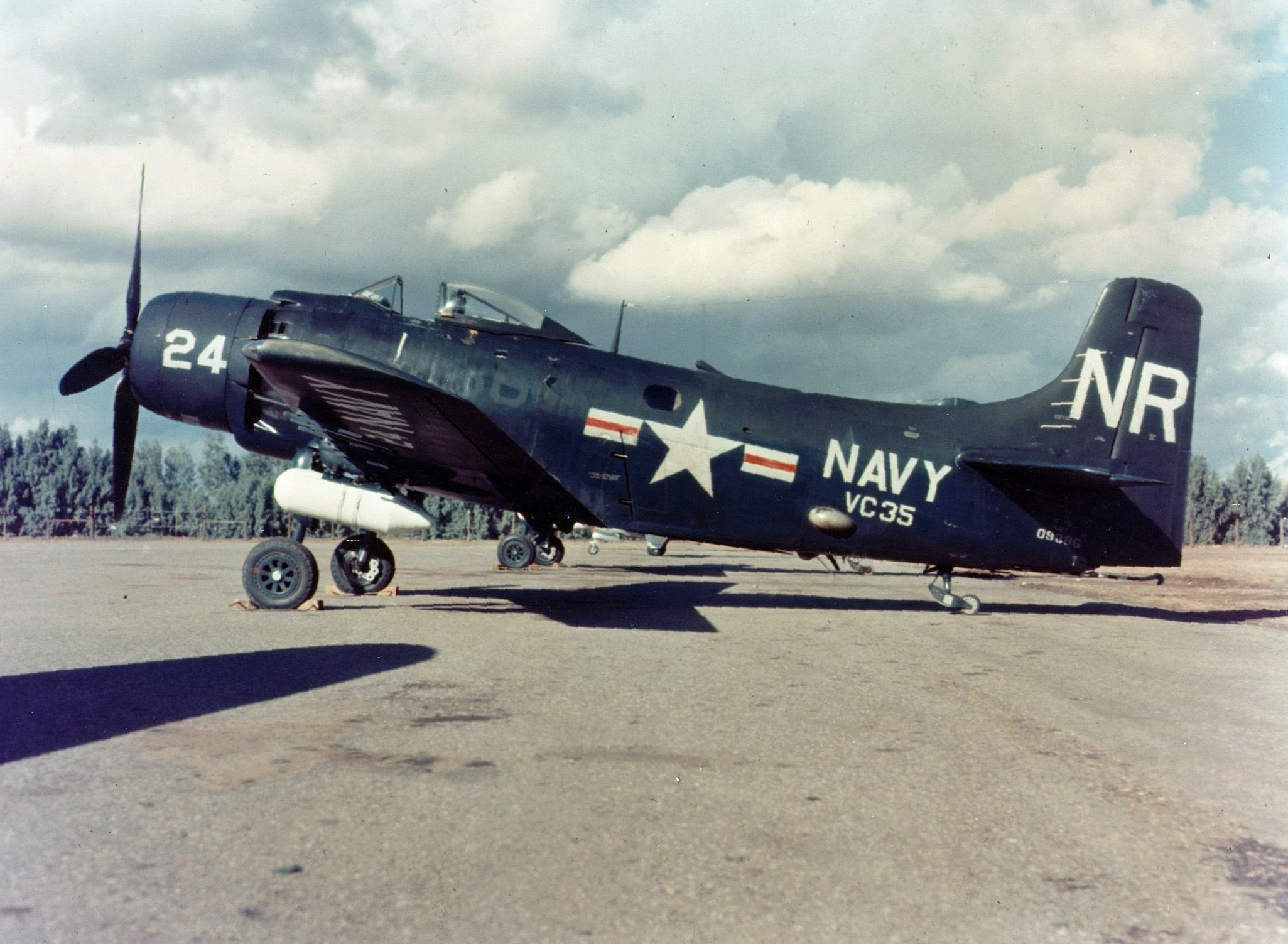
AD-1Q
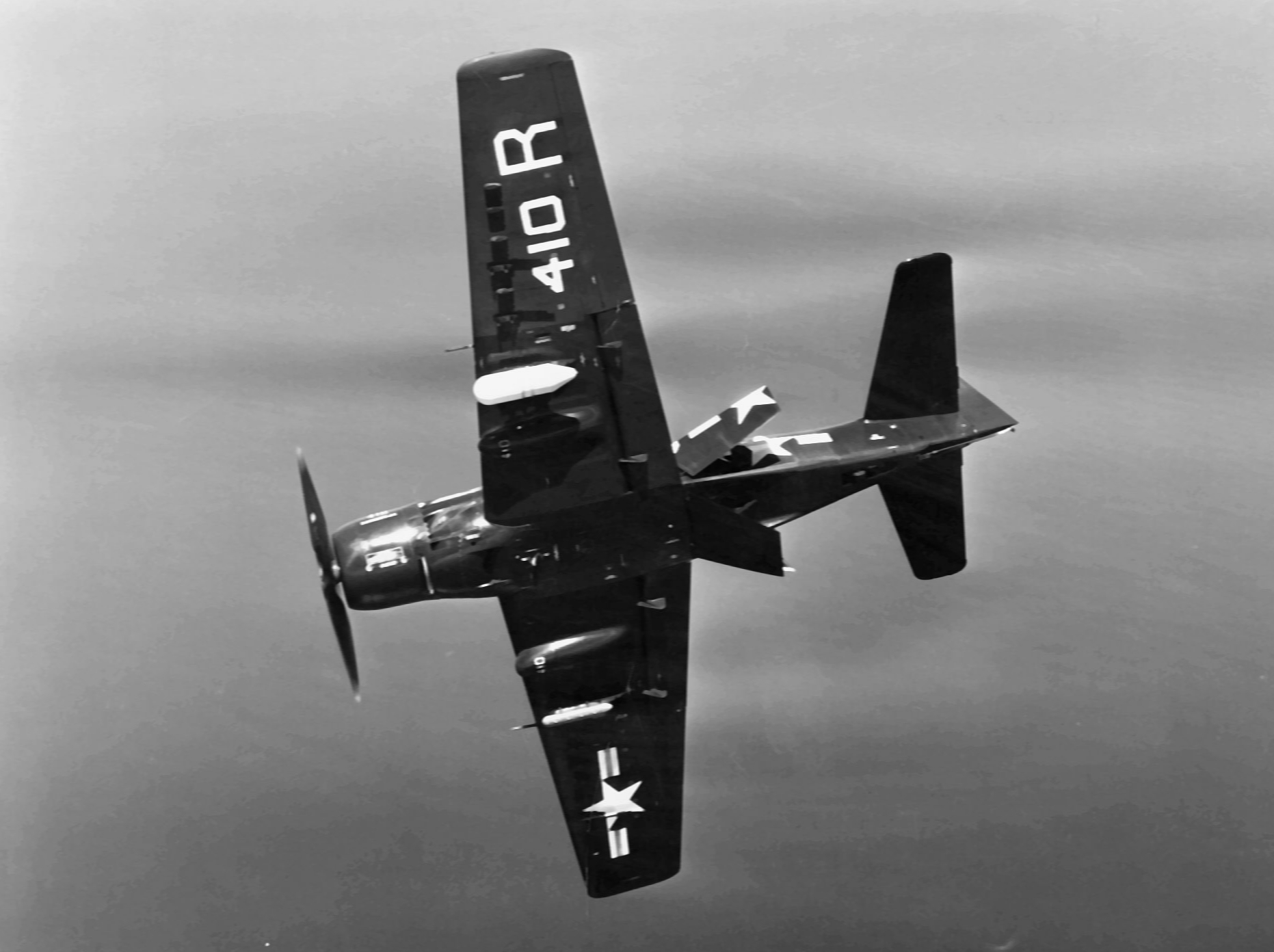
AD-3 з випущеними пікірувальними гальмами
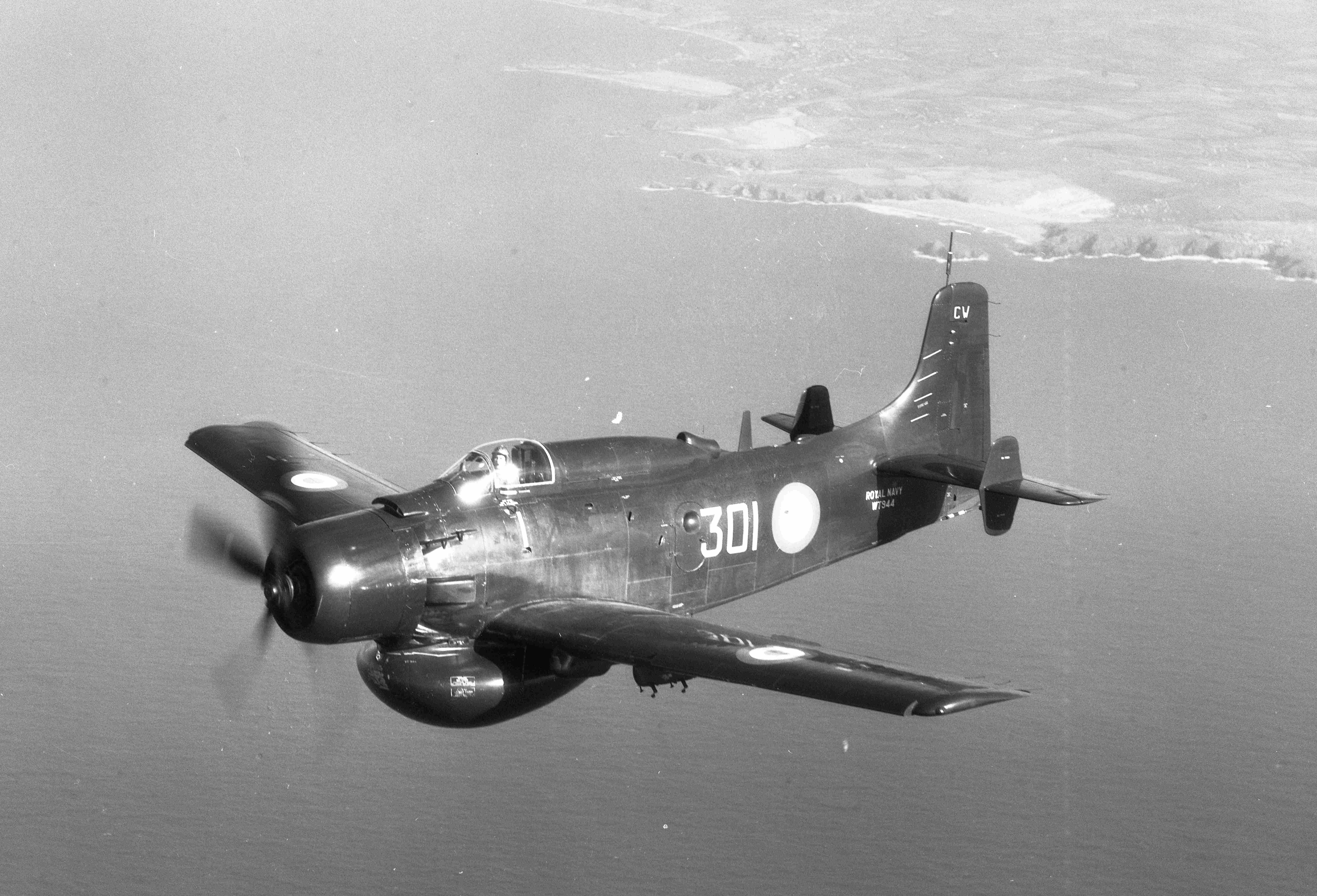
AEW.1 (AD-4W) британського флоту
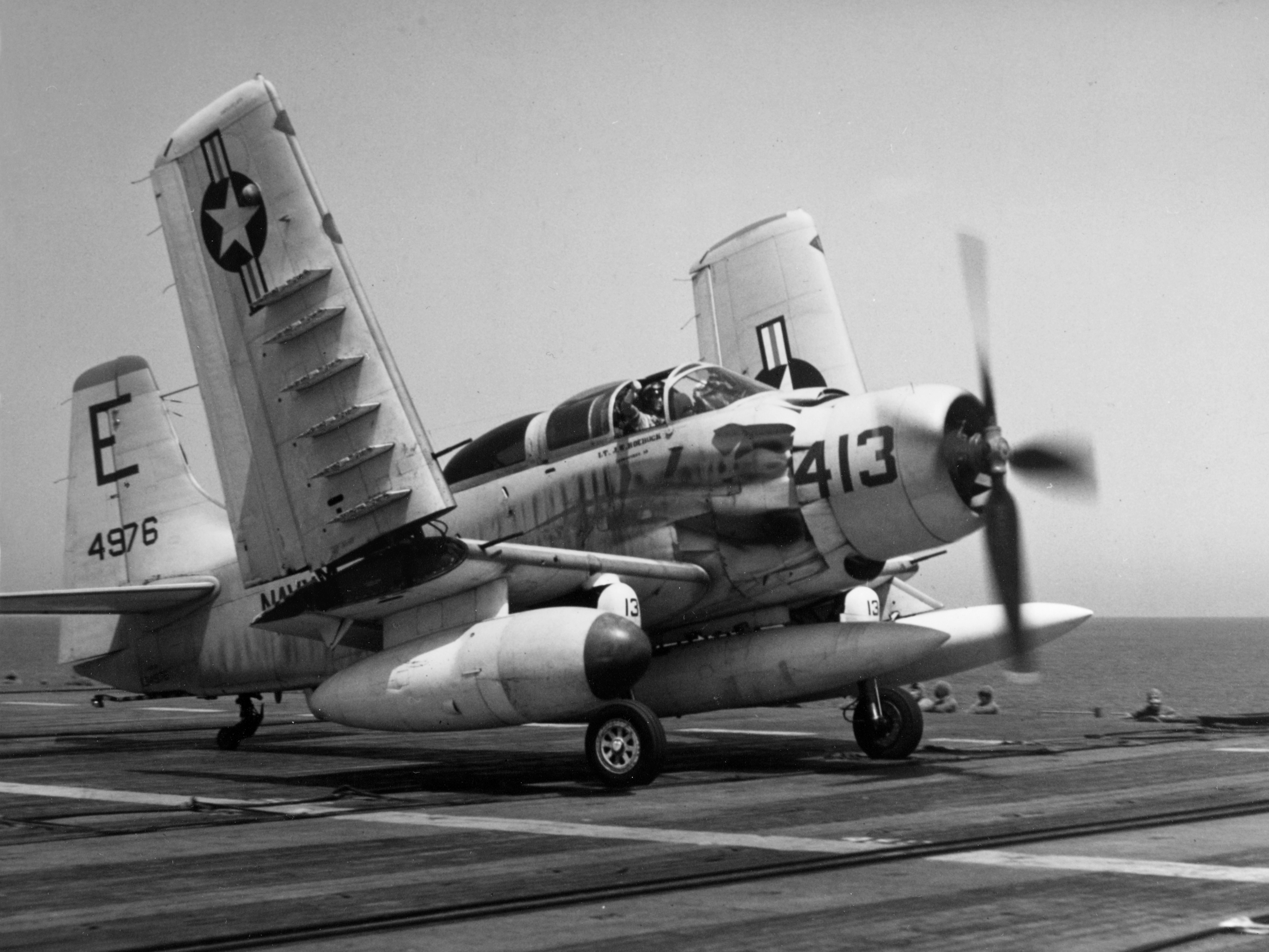
AD-5 зі складеними крилами на USS Intrepid (CV-11)
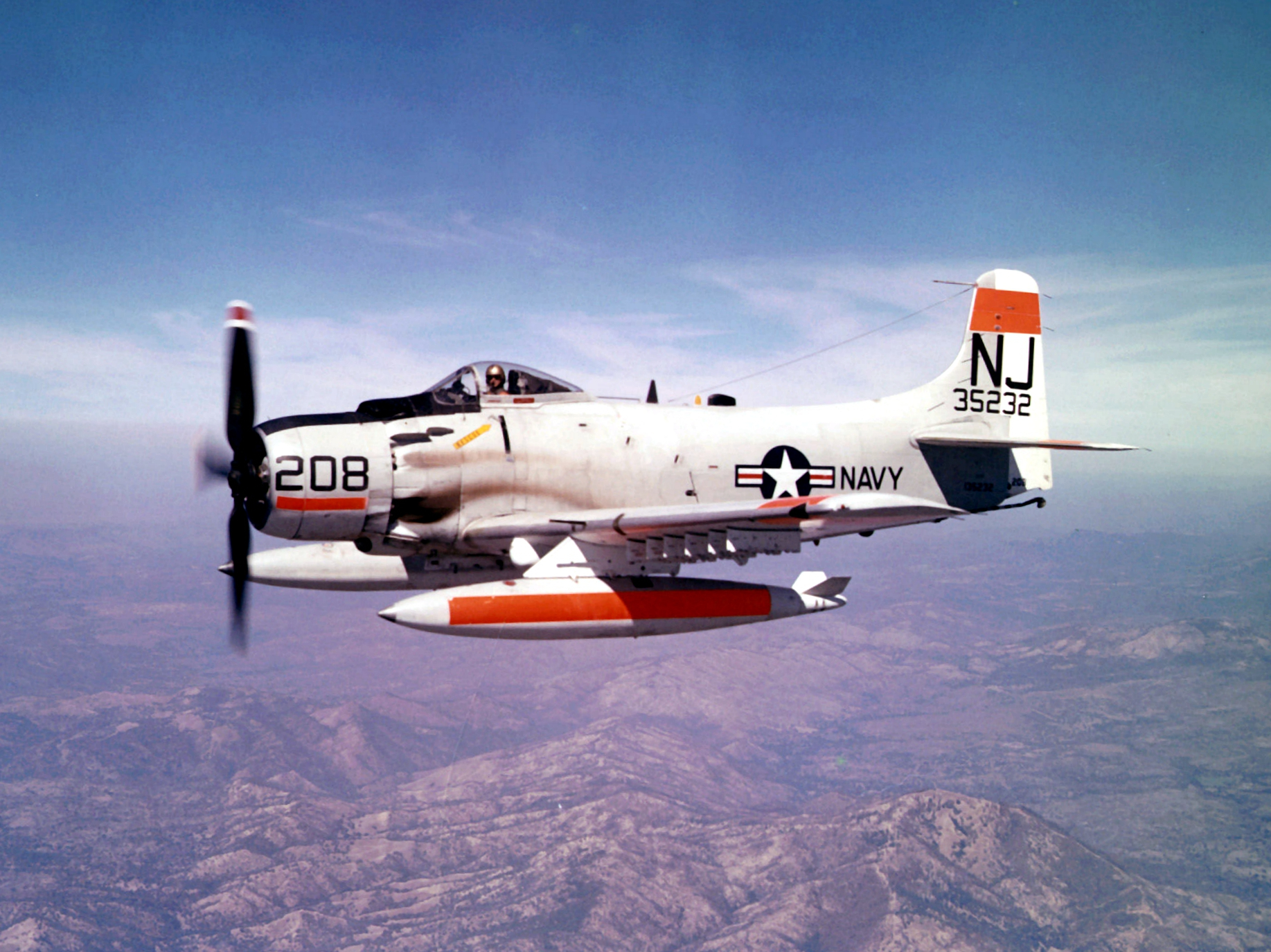
AD-6
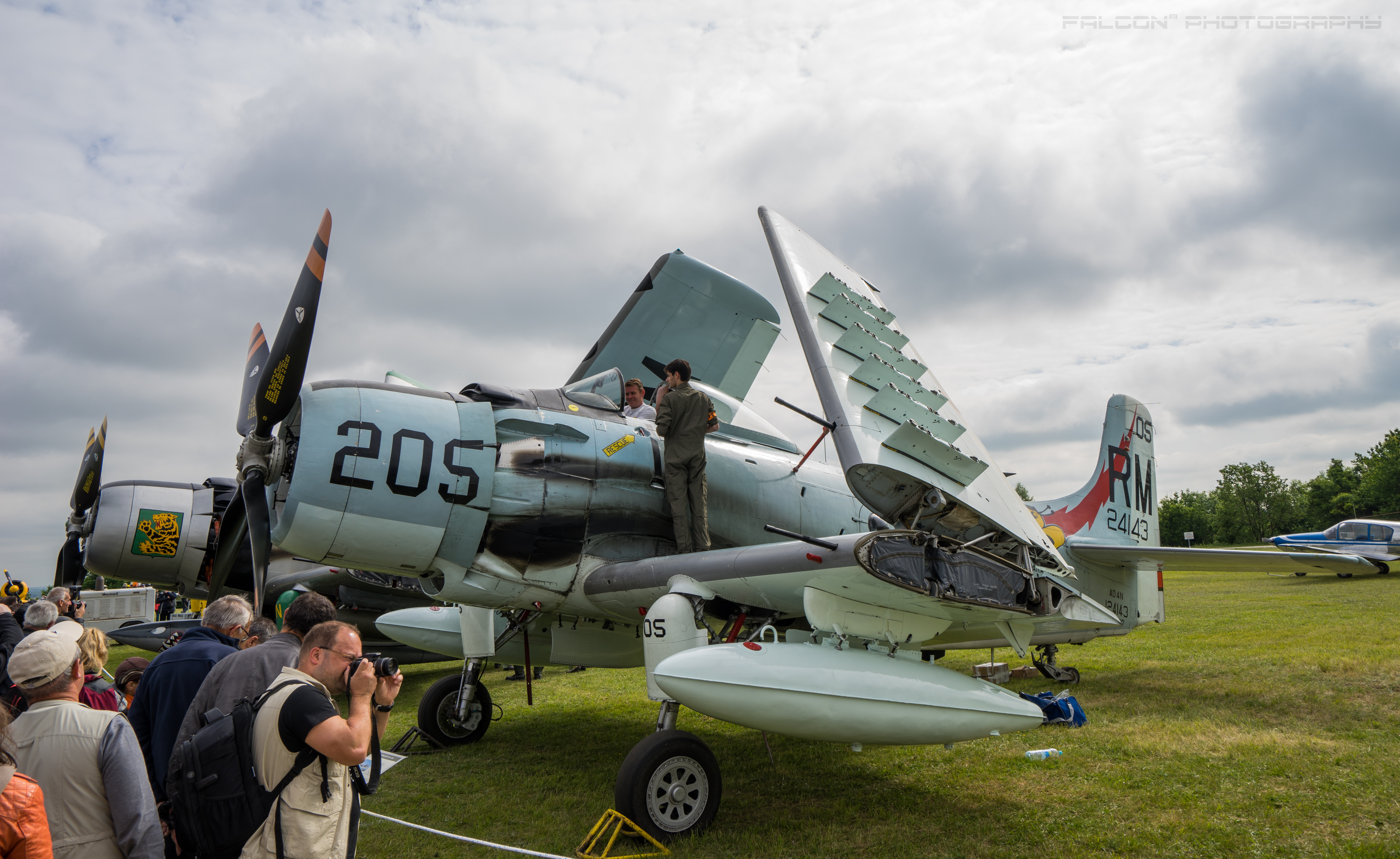
Збережений AD-4N

## Оператори

### Колишні оператори
- США: перебували на службі ВПС, ВМС та КМП
- Велика Британія: 50 літаків ДРЛС AD-4W були на службі ВМС
- Габон: передані Францією
- Камбоджа: передані Францією
- Південний В'єтнам: передавались США
- Франція: близько 113 літаків використовувались як протипартизанські
- ЦАР: передані Францією
- Чад: передані Францією
- Швеція: колишні британські, перетворені на буксири дронів-мішеней